# Calosia binigra
Calosia binigra là một loài ruồi trong họ Tachinidae.